# Герб Вилюйска
Герб города Вилюйска Вилюйского района (улуса) Республики Саха (Якутия)
Авторская группа: реконструкция герба: Константин Моченов (Химки), художник: Роберт Маланичев (Москва).
Утвержден Постановлением Главы Администрации города Вилюйска Республика Саха (Якутия) от 6 декабря 2000 года № 591.
Внесен в Государственный геральдический регистр Российской Федерации под № 729.

## Описание и обоснование символики
Геральдическое описание (блазон) гласит: 
В лазоревом (голубом, синем) поле бегущий серебряный олень.
Обоснование символики герба: за основу герба взят исторический герб города Оленска, утверждённого 26 октября 1790 года, без вольной части с изображением территориальной принадлежности к Иркутской губернии, что не соответствует современному административно-территориальному делению России. В 1821 году переименован в Вилюйск.
Изображение в гербе бегущего оленя в знак того, что в округе города, великое множество сих зверей. 
Серебро в геральдике - символ простоты, совершенства, мудрости, благородства, мира, взаимосотрудничества. 
Голубой цвет в геральдике - символ чести, славы, преданности, истины, красоты, добродетели и чистого неба.
Герб языком аллегорий и геральдических символов гармонично отражает историю становления города и его природные богатства.

## История
Оленск (Вилюйск) получил герб будучи уездным городом Якутской провинции Иркутского наместничества 26 октября 1790 года. 
Описание герба: В верхней части щита герб Иркутский. В нижней - в голубом поле, серебряный олень, в знак того, что в округе его великое множество сих зверей.
Новый герб города Вилюйска был утвержден 15 октября 1970 года постановлением исполнительного комитета городского Совета народных депутатов № 126. Описание герба следующее: 
Щит пересеченный. В верхнем червленом (красном) поле стилизованная серебряная нефтяная вышка с лазоревым пламенем, сопровождаемая по сторонам серебряным же северным сиянием. В нижнем лазоревом (голубом) поле скачущий серебряный олень, под ним серебряные же цифры 1634. В червленом подножии щита серебряный якутский орнамент.Авторы: Николай Васильевич Петров и Федор Федорович Павлов.
Современный герб Вилюйска был разработан «Союзом геральдистов России» и утвержден 6 декабря 2000 года. Герб внесен в Государственный геральдический регистр Российской Федерации. 